# Vueling

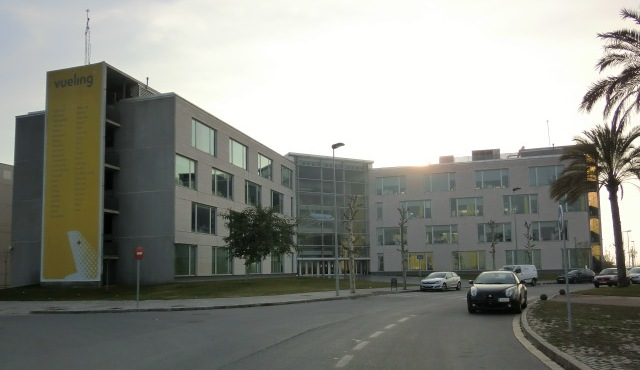
Головний офіс компанії «Vueling»

Vueling Airlines (також відома короткою назвою Vueling «Вуелінг») — авіакомпанія з дешевими квитками, що базується в Барселоні, Іспанія. Її аеропорт приписки — Барселона — Ель-Прат, з додатковими вузлами в Більбао, Мадриді, Малазі, Севільї і Валенсії.
Vueling — другий за величиною авіаперевізник Іспанії після Iberia Airlines. У 2012 році компанія перевезла 14,8 млн пасажирів

## Історія

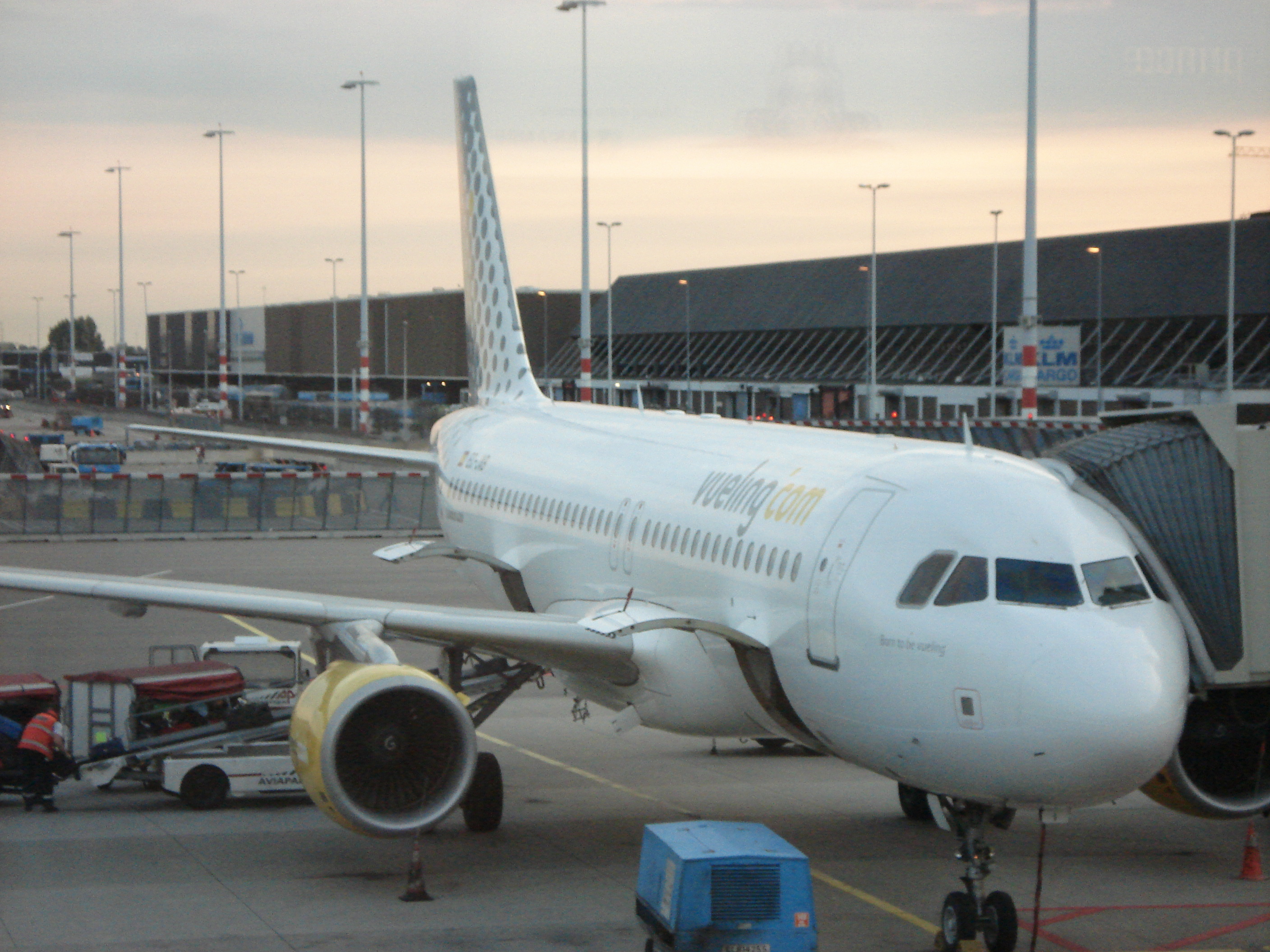
Airbus A320-214 авіакомпанії Vueling в амстердамському аеропорту Схіпхол (2007 рік)

Vueling була заснована в лютому 2004 року і почала комерційні польоти 1 липня того ж року. Флот складався з двох літаків, які обслуговували напрямок Барселона — Ібіца. Через півтора року, в грудні 2005 року, компанія почала приносити прибуток.
У рейтингу європейських бюджетних перевізників у 2006 році Vueling посіла третє місце (після EasyJet). Однак у наступному році вона не втримала це місце.
У 2009 році, згідно з розрахунками «Skytrax Research», Vueling — третя за якістю бюджетна авіакомпанія Західної Європи, після EasyJet і Aer Arann.

## Напрями
Vueling здійснює польоти в 38 країн Європи, Азії та Африки. У СНД лоукостер літає в Санкт-Петербург, Москву, Казань, Самара, Краснодар, Калінінград, Київ, Мінськ та Єреван. Так само здійснюються польоти в Таллінн.

## Флот

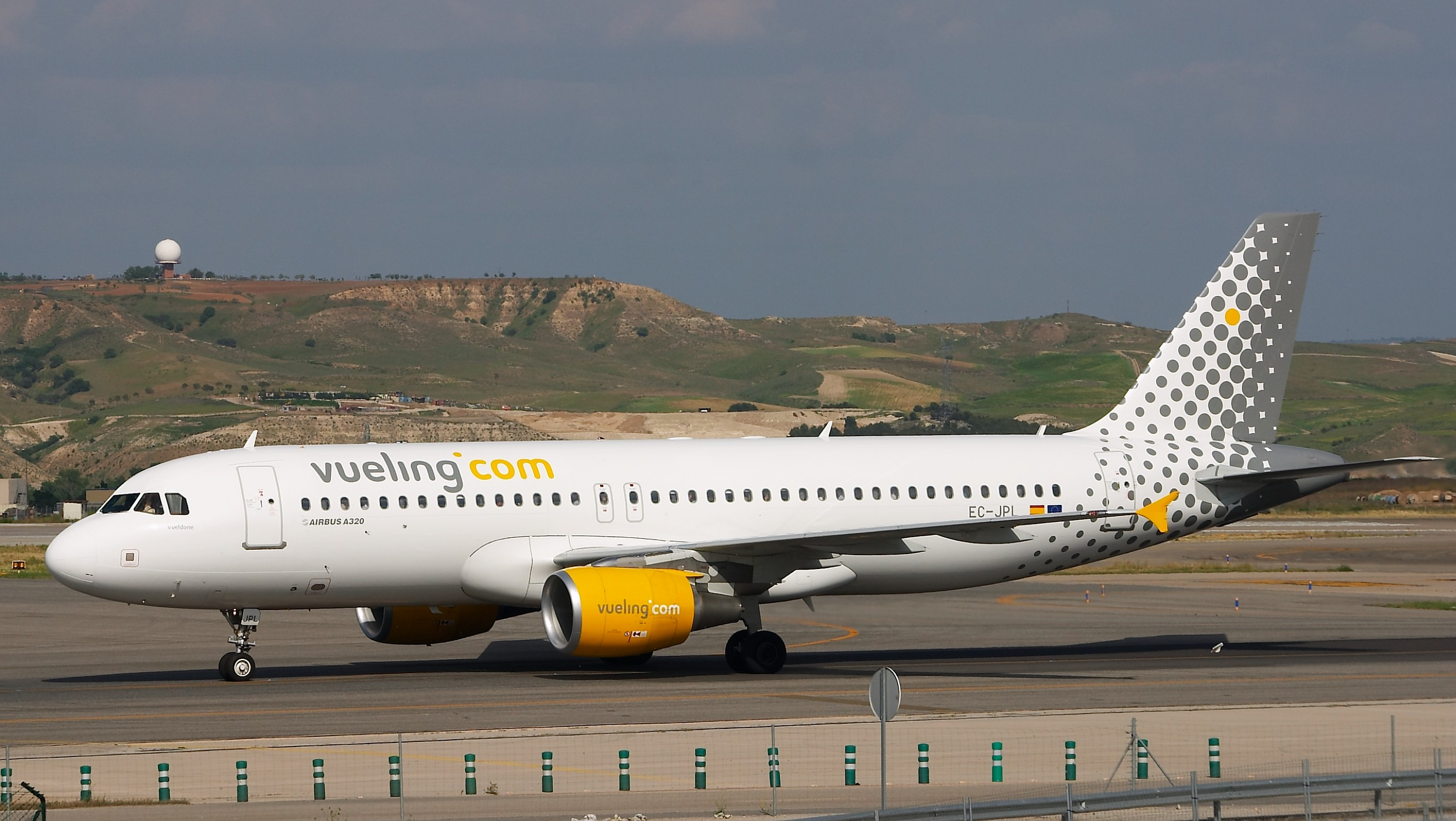
Airbus A320-214 компанії Vueling в мадридському аеропорту Барахас, руління до терміналу 4. (2006 рік)

Флот на лютий 2019 (всі місця — тільки економічного класу)
| Тип             | В дії | Замовлено | Пасажиромісткість | Примітки                                                 |
| --------------- | ----- | --------- | ----------------- | -------------------------------------------------------- |
| Airbus A319-100 | 5     | 1         | 144               | Один борт в оренді Rossiya Airlines                      |
| Airbus A320-200 | 88    | —         | 180               | Останні придбанні борти A320 мають 186 посадкових місць. |
| Airbus A320-200 | 88    | —         | 186               | Останні придбанні борти A320 мають 186 посадкових місць. |
| Airbus A320neo  | 11    | 39        | 186               |                                                          |
| Airbus A321-200 | 15    | —         | 220               |                                                          |
| Разом           | 119   | 40        |                   |                                                          |

Деякі літаки компанії Vueling мають власні імена. Наприклад, літак з реєстраційним номером EC-KBU має ім'я «Be Vueling my friend».

## Норма зареєстрованого багажу
У вартість авіаквитка на рейси Vueling не входить оплата зареєстрованого багажу. Будь-який багаж, який не може вважатися ручною поклажею, повинен бути зареєстрований і додатково оплачений. Одне місце багажу вагою до 23 кг коштує від 12 євро, якщо оплата здійснюється при покупці квитка, і 35 євро, якщо робити це в аеропорту безпосередньо перед вильотом. Максимально можлива вага одного місця багажу може досягати 32 кг Загальна вага багажу на одного пасажира не може перевищувати 50 кг. Оплатити багаж необхідно заздалегідь через вебсайт авіакомпанії.

## Співпраця зMTV
У 2009 році Vueling другий рік співпрацювала з MTV на час літнього сезону. Два літаки Airbus A320-200 компанії Vueling (реєстраційні номери EC-KDG і EC-KDH) були перефарбовані у розмальовку MTV зовні і всередині салону. Художню підтримку здійснило дизайнерське бюро «Custo Barcelona».
У квітні 2011 року обидва борти були пофарбовані в стандартну ліврею авіакомпанії.

## Інциденти
• 16 липня 2015 року на борту літака авіакомпанії Vueling, що слідував рейсом VY8179 Ібіца-Париж, пілотами була оголошена надзвичайна ситуація. Лайнер знизився і попрямував у бік паризького аеропорту Орлі. Причини з'ясовуються.